# Fiat 125
КП: механічна, 4-ступінчаста, 3-ходова, з синхронізатовами вмикання передач переднього ходу;
Карданна передача: відкрита, з двома валами та проміжною опорою;

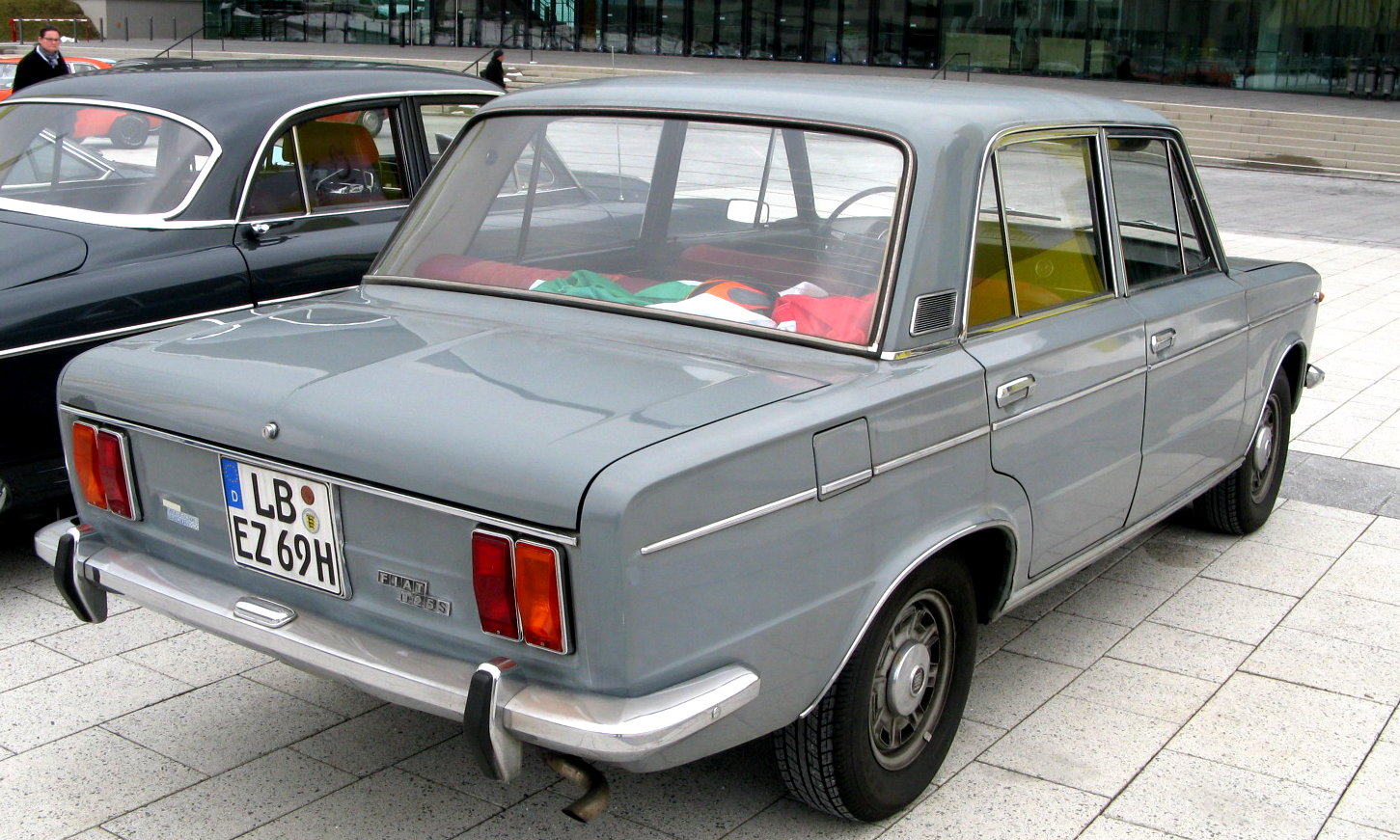
Fiat 125S

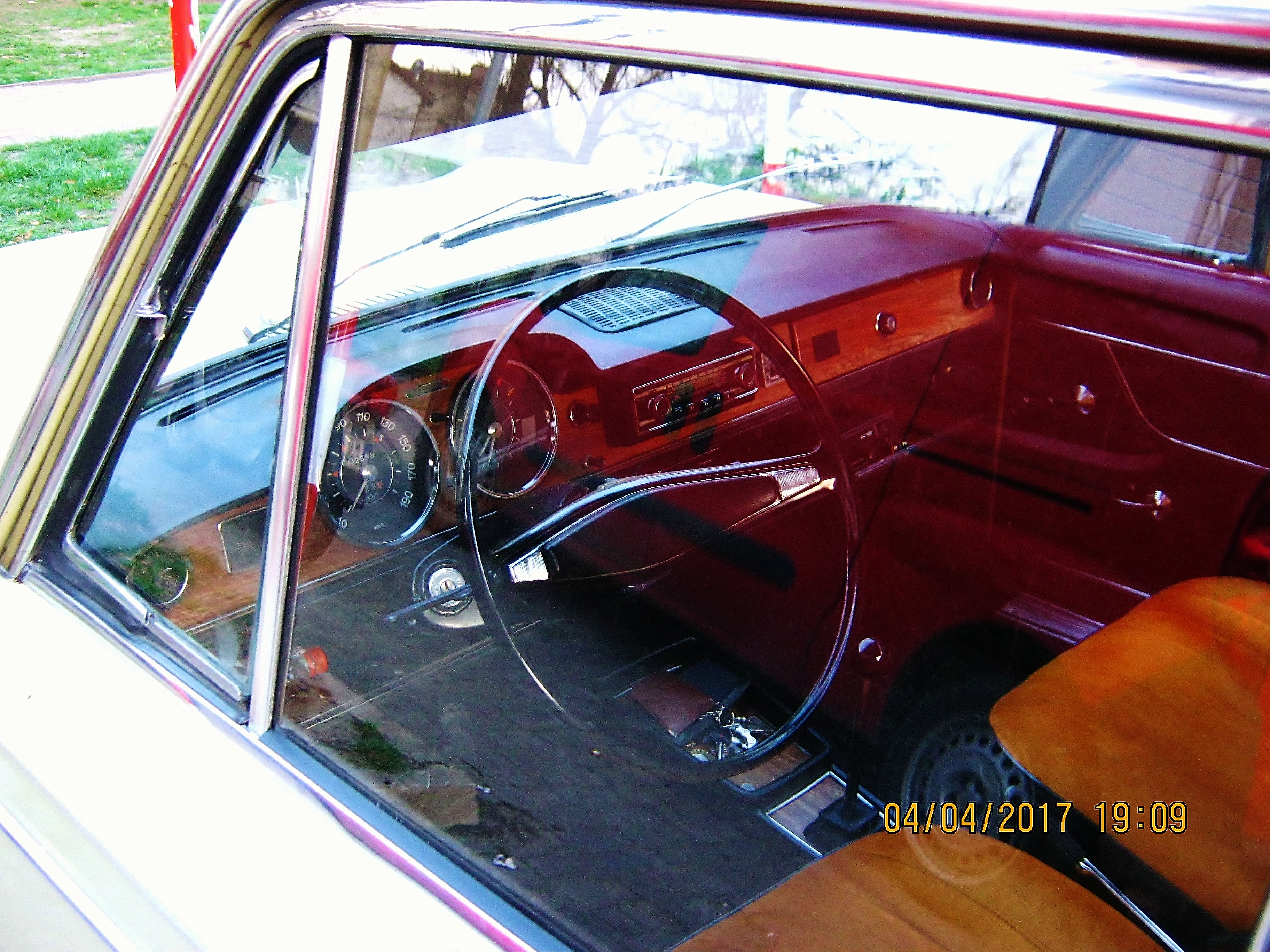

Fiat 125 — автомобіль малого-середнього класу, представлений італійською компанією Fiat в 1967 році. Шасі 125-го було засновано на шасі попередньої моделі Fiat 1300/1500 (подовженого варіанту), кузов — подальше удосконалення і збільшення Fiat 124 — обидва мали однакове розміщення пасажирів і дверей. Силовий агрегат (1608 см³, 90 к.с., два верхніх розпредвала) теж був запозичений у моделі 124 в одній з верхніх комплектацій. Поряд з такими прогресивними рішеннями в конструкції, модель відрізнялася і рядом архаїчних рис — наприклад, задня підвіска була виконана на ресорах.
Наступного року з'явилася модифікація 125S (Special). Вона була обладнана тим же двигуном, що і базова модифікація, але з підвищеною (до 100 к.с.) потужністю. Цей мотор агрегатувався з 5-ступеневою механічною коробкою передач. Крім того був покращуваний салон і злегка змінений зовнішній вигляд автомобіля.
У Польщі (ПНР) на заводі FSO за ліцензією випускалася версія Polski Fiat 125p (пізніше — FSO 125p), що відрізнялася використанням механіки від попереднього покоління — моделі Fiat 1300/1500, зокрема — мав нижнєвальні двигуни і 4-ступеневу коробку передач з перемиканням на рульовій колонці (пізніше замінену на п'ятиступеневу). Випуск тривав до 1991 року. Варіант глибокої модернізації на тих же агрегатах, але з іншим кузовом, типу «хетчбек», що мав самостійне позначення — FSO Polonez — випускався до 2002 року з численними рестайлінгами.

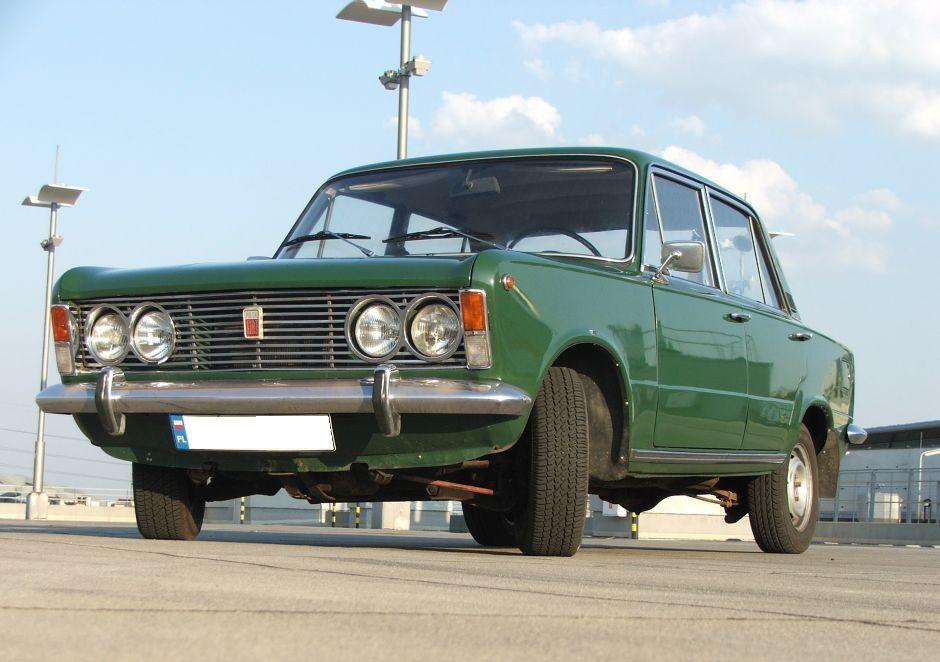
Polski Fiat 125p
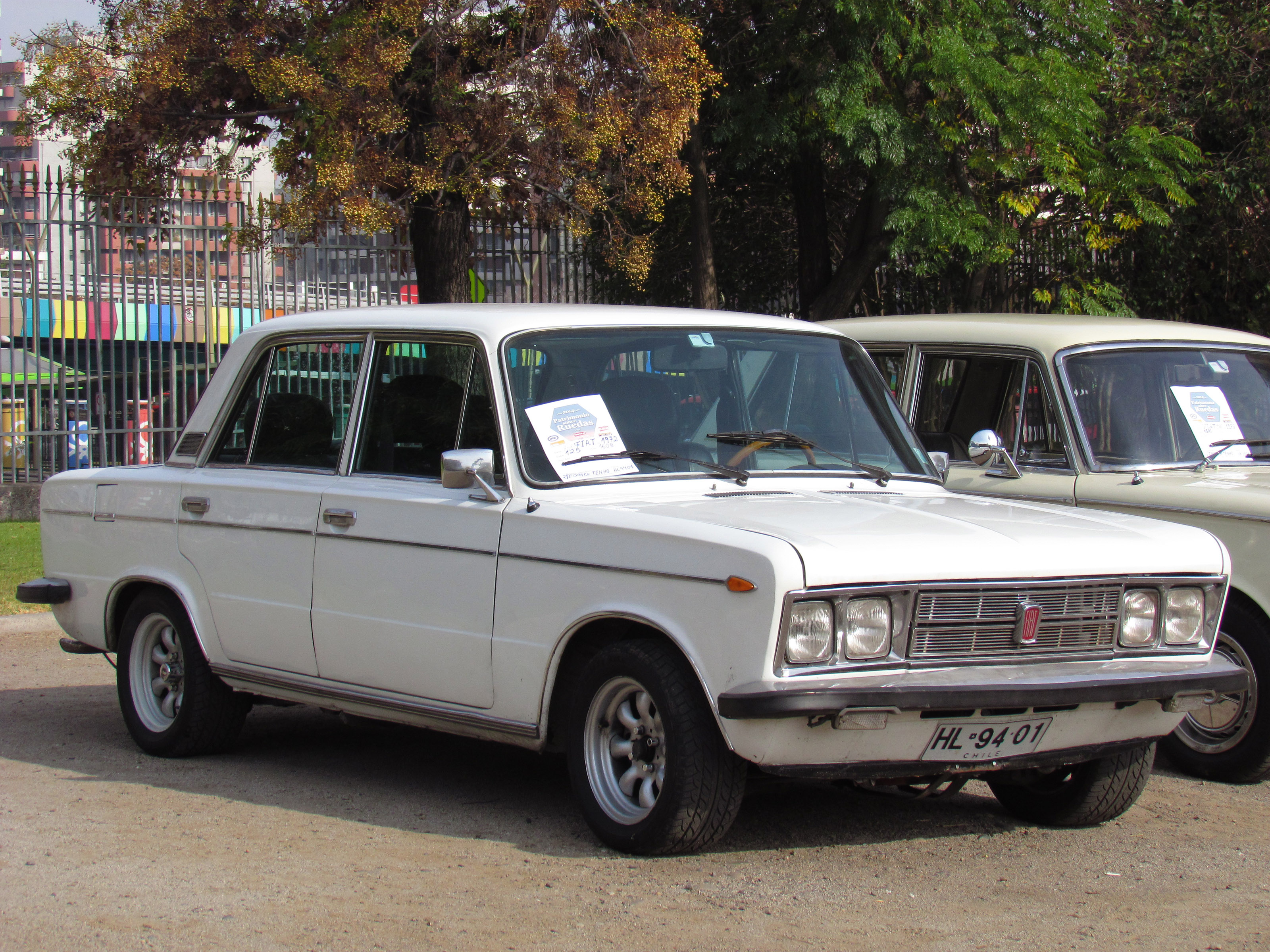
Fiat 125S
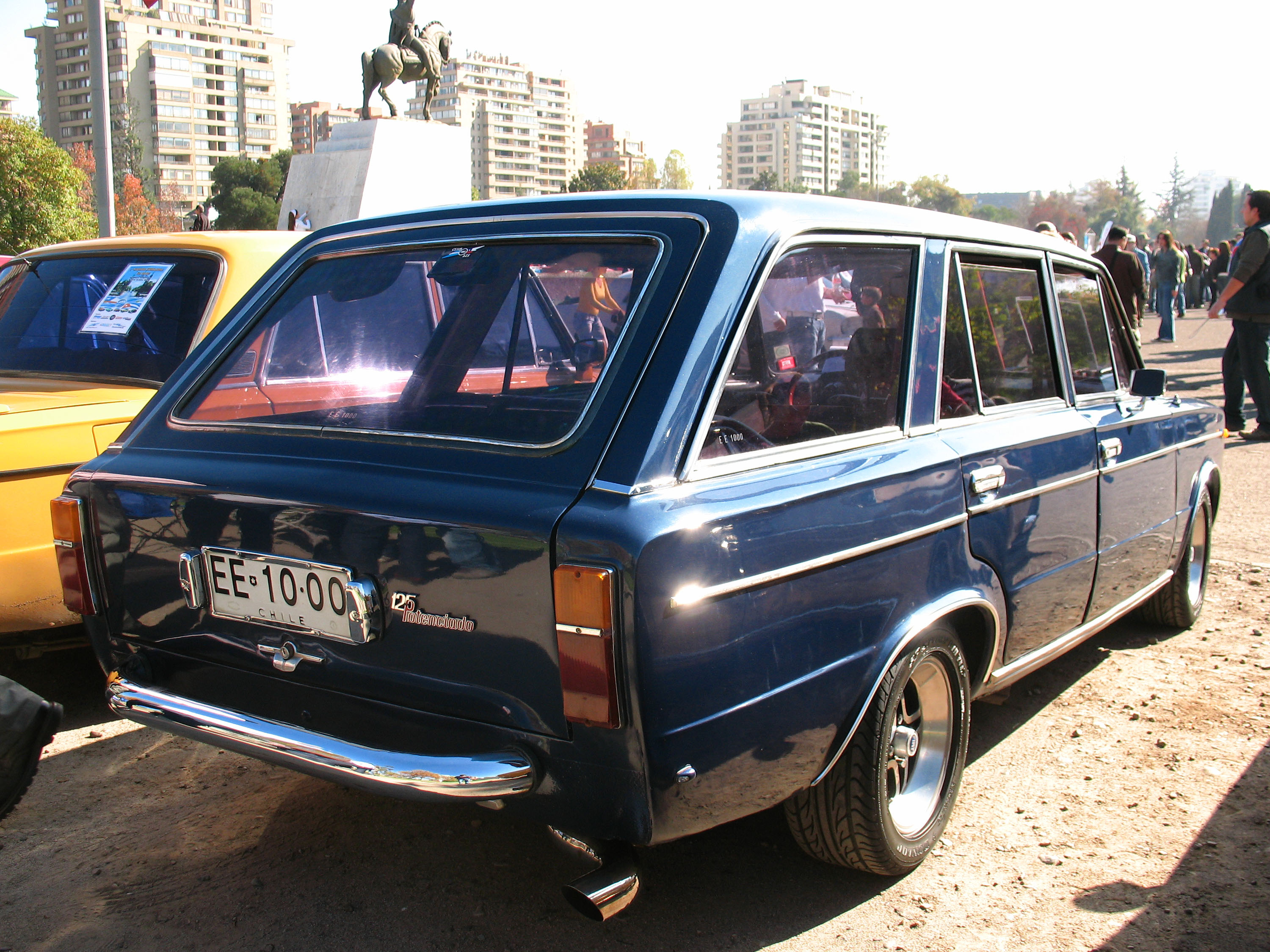
Fiat 125 Potenciado

## Двигуни
- 1608 см3 DOHC І4 90 к.с. (125)
- 1608 см3 DOHC І4 100 к.с. (125 Special, 125 для Аргентини)
- 1608 см3 DOHC І4 110 к.с. (125 S для Аргентини)